# 王士选
王士選（1912年3月20日—1983年11月11日），吉林人，聯合勤務總司令部少將，1970年代在民間推廣籃球，2022年追加入选台灣籃球名人堂，其創立的七虎籃球隊曾在1950年代臺灣引起籃球風潮。

## 生平

### 年少時期
王士選為1912年3月20生於吉林。十二歲，他代表學校參加吉林省籃球錦標賽，在與賽的縣立第二高等小學等學校中奪得冠軍。他也是鉛球好手，曾在1926年代表毓文中學在馮庸大學舉行的東三省運動會獲得冠軍。
王士選在高中時讀的潞河中學，重視文武合一，規定學生下午四點到五點半都要去運動場。1930年，他以校隊隊長身分參加北平高中聯賽對育英中學的決賽時，綽號「黃毛」的主將被校長陳昌祐以「黃毛」有兩科成績不及格而未准假去比賽，導致他們以一分輸掉。晚年時的王士選回憶在潞河中學的往事對他一生影響最大，深深影響了他以後所帶的球隊也要求運動員要注重品德、學識及生活。
1932年，王士選考入中央軍校。當時他是黃埔軍校第九期，第六期學長胡偉克就是該校的籃球隊好手。王士選在1978年受訪時表示，一次看到校隊教練康稽開除一名家世顯赫卻無故不參加比賽的隊友，也不願補人，這種處理方式他讓大感欽佩。期間，籃球隊遠征上海，打敗上海海賊及麥林斯兩支美籍球隊，那時在英、美受訓的軍校學長紛紛馳電祝賀，使王士選難忘。
第九屆遠東運動會籃球選拔時，王士選到上海參加預賽，對華北之戰，只打了十分鐘就扭傷腳，半場結束後又接到校方要他回南京參加畢業考，只好連夜兼程趕火車返校，來不及及時醫腳，以致傷勢加重，用中藥敷半年多才痊癒，因而沒有入選。之後，1934年，王士選奉球隊之命，去河北省立法商學院挖角曾參與第九屆遠東運動會的王玉增，第二次才成功。
1935年柏林奧運在青島集訓時，王士選初選沒上，因此苦練。該年第六屆全國運動會，王士選、趙志華、李公瑜等中央軍校球隊，加上中央國術體專籃球隊唐寶堃與李震中，奪得亞軍。王士選因此戰獲勝，才獲選奧運資格。1936年就由王玉增領軍，帶領王士選等參加柏林奧運籃球賽。
1937年，菲律賓國家男子籃球隊來訪，與王士選等軍校與國體組成的籃球隊在中央大學體育館室內球場比賽，各勝一場。

### 抗戰時期
七虎籃球隊隊員廖滌航回憶，抗戰時，擔任排長的王士選駐紮在上海第一線，依然在休息時去打籃球。王士選還曾因籃球而被記過。
八·一三事變後，王士選從上海調到長沙軍校分校任職。適值中央軍校由南京遷往四川省銅梁縣而經過長沙，兩校愛好籃球的學生與軍官便在長沙青年會舉行兩次比賽。賽後，他們開了一次會議，結論是抗戰期間不要忘卻籃球，也要維持軍校球隊。
南京保衛戰後，輜重兵學校內遷至貴州省龍里縣西太平寺。1939年，王士選由長沙軍分校到輜重兵學校受訓。該年在移防時，升任連長的他仍在車上放籃球架，等車隊休息，立刻將籃架搬下來打球。
抗戰時，離龍里三十七公里的省城貴陽，籃球風氣興盛，有防校、特務團、南北、合群、國魂、大夏大學作星期球賽。主持貴州省政的楊森熱愛籃球，將貴陽的民族教育館球場擴建成可容納三千多人、在六廣門外修建可坐六千人的夜間露天球場，還拆除城牆大石塊以在六廣門外一座可容四千人的體育館。該年1939年，王士選在輜校教育長斯立支持下，便與輜重兵學校代訓軍校的十四至十七期輜重兵科學生組成校隊，成員有十四期的楊庭幹與陳斯齡、十五期的吳泰廣和楊明達、十六期的鄭大光、廖滌航跟王士俊。
輜校籃球隊創立後，王士選自掏腰包做校隊球衣，並用軍毯改製成外套，球鞋還用車胎改成的，導致隊員腳底經常被磨的皮破血流，但都無怨言。他們在龍里蓋了籃球場，利用星期天與其他球隊比賽，如縣中隊、公路局隊、輜校附小隊。教育長為王士選的熱忱所感動，每週派車給校隊去比賽。
抗戰後期，1943年，國民政府軍事委員會在重慶舉行中正鼎籃球錦標賽，軍政部、軍訓部、軍令部、衛戍總部紛紛派籃球隊參與。輜校的王士選、廖滌航、鄭大光便和軍訓部教官李文元、成都軍校的馬振堃、楊善澤、李鐘恩作為軍訓部籃球隊去比賽。
王士選以上校身分擔任軍政部軍需署獨立汽車第四營營長後，在二塘團部成立獨汽四營籃球隊，隊員有廖滌航、賈志軍、毛家榮、鄭大光、沈大偉、趙恩璋、馬鍾樵、馬振堃等。其中賈志軍原是桂林軍校，到昆明比賽時，因崇拜王士選的籃球教育，便自願以少校身分降調到輜汽營擔任上尉缺的排長，以加入此球隊。王士選為控球，攻勢都由他開始發動，供輸讓廖滌航能以外圍跳射、賈志軍可底線切入。當獨汽四營隊以軍政部籃球隊身分出戰時，就會加上中鋒戰力媲美李震中的王玉增，一躍為抗戰大後方最強的一隊，重慶大學、中央大學、中央銀行、昆明聯隊、軍校六分校隊都曾是手下敗將。

### 遠征時期
抗戰勝利後，中華民國籃球運動以上海為中心集中地，外地的菲律賓群聲隊、天津華勝隊、洛陽征輪隊都會遠赴上海比賽。像是上海大公隊隊員蔡文華原出身是菲律賓籃球冠軍的群聲隊，來中國後就帶給中國籃球各種的現代化戰術，如低運球、跑八字、拖延戰、反彈傳球、轉身跳投、方向變化運球、單手過頂推投、複式交叉掩護等。
1946年，獨立汽車第四營改編為裝甲兵營，原先的獨汽四營籃球隊一分為重慶的輜重兵汽車運輸團十六團隊與漢口的輜重兵汽車運輸團九團隊，王士選、廖滌航、賈志軍、毛家榮、鄭大光等球員都分到輜汽十六團。一方面為1948年第七屆全國運動會作準備，另一方為想見有「籃球都市」之稱的上海籃球界，輜汽十六團籃球隊於該年開始遠征上海。王士選領導籃球隊由重慶出發，沿途經貴陽、芷江、長沙、漢口、蕪湖、南京等地。隊員沈大偉回想，那時遠征時，從未住過旅館，全隊以一部中型軍車為營。王士選的人馬抵達上海前，連續七十場勝利，之後才兩場連續輸給上海的華聯隊與大公隊。這時，上海《東南日報》記者馮小秀以「土兵打洋仗」為標題，從穿著對王士選等人冷嘲熱諷。不滿的領隊王士選與管理龍敏功走訪撰稿人說，說1948年5月第七屆全國運動會時再見吧，之後回南京後更加強集訓。
1947年，服役憲兵的王毅軍加入輜汽十六隊。王毅軍回憶，王士選對他的要求最嚴格，規定練習時要投比標準籃圈要小一圈的籃圈，還不能擦板，只能投空心球。
第七屆全國運動會，王士選等代表聯勤出賽，在與上海隊比賽結束前隊員鄭大光與卜彥適各有一次投籃但沒投進，反被上海隊蔡文華抄到球，最終上海隊以三十九比三十七險勝，因此讓上海球壇對王士選等人刮目相看。此次上海隊兩場都是險勝，最終菲華亞軍、聯勤第三名。該屆全運會後，代表安徵省隊的主將霍劍平加入輜汽十六團隊。
1948年，輜汽十六團隊應梁化中邀請再訪上海。當時大公隊擁有上海最佳球員蔡文華、蔡文章、蔡連科、蔡忠強等，且準備赴歐洲、南洋訪問，集訓已三個月，但輜汽竟然以十多分擊敗大公隊。本來還要對上海華聯隊，但臨時取消，這是王士選及隊中球員依然驕傲回憶。
輜重兵汽車運輸團十六團後移防蘇州改編為輜重兵汽車運輸團十七團，再移防駐守南昌。王士選成為輜汽十七團團長。

### 七虎時期
原先在《東南日報》服務的體育記者桑榆，改去香港《星島日報》工作，剛好香港企業家胡文虎、胡好父子想邀請輜汽十七隊來香港比賽。由於之前馮小秀的冷嘲，讓桑榆十分歉意，便想促成輜汽十七隊遠征香港。1949年6月，在南昌的王士選接到從香港寄來的十二張赴港來回機票、以及繡有「七虎」球衣球褲隊服。此是因政治環境因素，不便以聯勤或輜汽團球隊名義，才套上此之名。於是王士選、廖滌航、賈志軍、毛家榮、鄭大光、王毅軍、霍劍平、卜彥适、甘容武、梁蘊明就赴香港。比賽七場，以六勝一負的戰績轟動香港。香港之戰後，卜彥适與梁蘊明離隊。
1948年10月8日，七虎隊在打完廣州賽事後，與家屬在同月22日搭飛機遷往臺灣，歸建於輜汽一團。七虎隊在臺灣安定後便四處表演，有過一百多場勝仗的紀錄。
1950年，臺灣省籃球聯賽，七虎隊由王士選、廖滌航、賈志軍、毛家榮、鄭大光、王毅軍、霍劍平出賽。他們先以九十七比五十一勝工礦隊，再以四十三比十九勝陸裝隊。至1月19日對決空軍官校隊時，比賽場地鄭州路鐵路球場與備用的憲光球場皆球迷爆滿，省籃球協會總幹事林鴻坦只好宣布順延一周。據球迷鮑鎮威說，今日的西門町獅子林新光商業大樓旁憲光球場，在當天擠到有婦女被踩踏至死，只好順延。七虎隊與空官校隊在中國大陸就擁有不少球迷，導致球場爆滿。2月5日，七虎以三十九比二十七擊敗空軍官校，得到第一屆臺灣省籃球聯賽冠軍。
同一年8月2日，菲律賓黑白隊蔡文華、蔡文章、林珠德、郭國業等應師範大學體育系主任江良規之請，來臺北參加籃球賽，先後以七十四比四十四勝鐵路隊、六十四比四十三勝空軍高砲隊、七十比四十八勝北海隊、又以四十六比三十三勝鐵路隊，最後8月10日要對七虎隊。兩隊最後在憲光球場以四八比四八的和局，體育專欄作家瞿子清評論這是臺灣籃球運動進入高潮的起點。
王士選率七虎隊於1950年奪得第一屆臺灣省聯賽男甲冠軍後，便成立青少年幼虎與稚虎兩隊培植籃球好手。王士選與鮑淑霞所生的王謙先、王樹先、王承先、王啟先也是籃球好手。
原先由胡偉克訓練的空軍官校隊在1950年敗戰後決心加強球隊訓練與調整陣容，派隊赴菲律賓訪問，正式將隊名更改「大鵬隊」。但1951年於在憲光球場舉行的第二屆臺灣省聯賽，七虎隊不知何故未參加衛冕，讓大鵬隊奪得冠軍，使球迷大為失望。1950年代的國軍球隊中以七虎和大鵬隊最強，各有捧場，在觀眾席上還會吵架。記者孫鍵政認為七虎隊與大鵬隊在激烈競爭中，形成了臺灣籃球史的狂飆時代。1954年，第五屆臺灣省聯賽在憲光球場，已缺賽三屆的七虎隊以第一屆與賽陣容，再度問鼎冠軍。

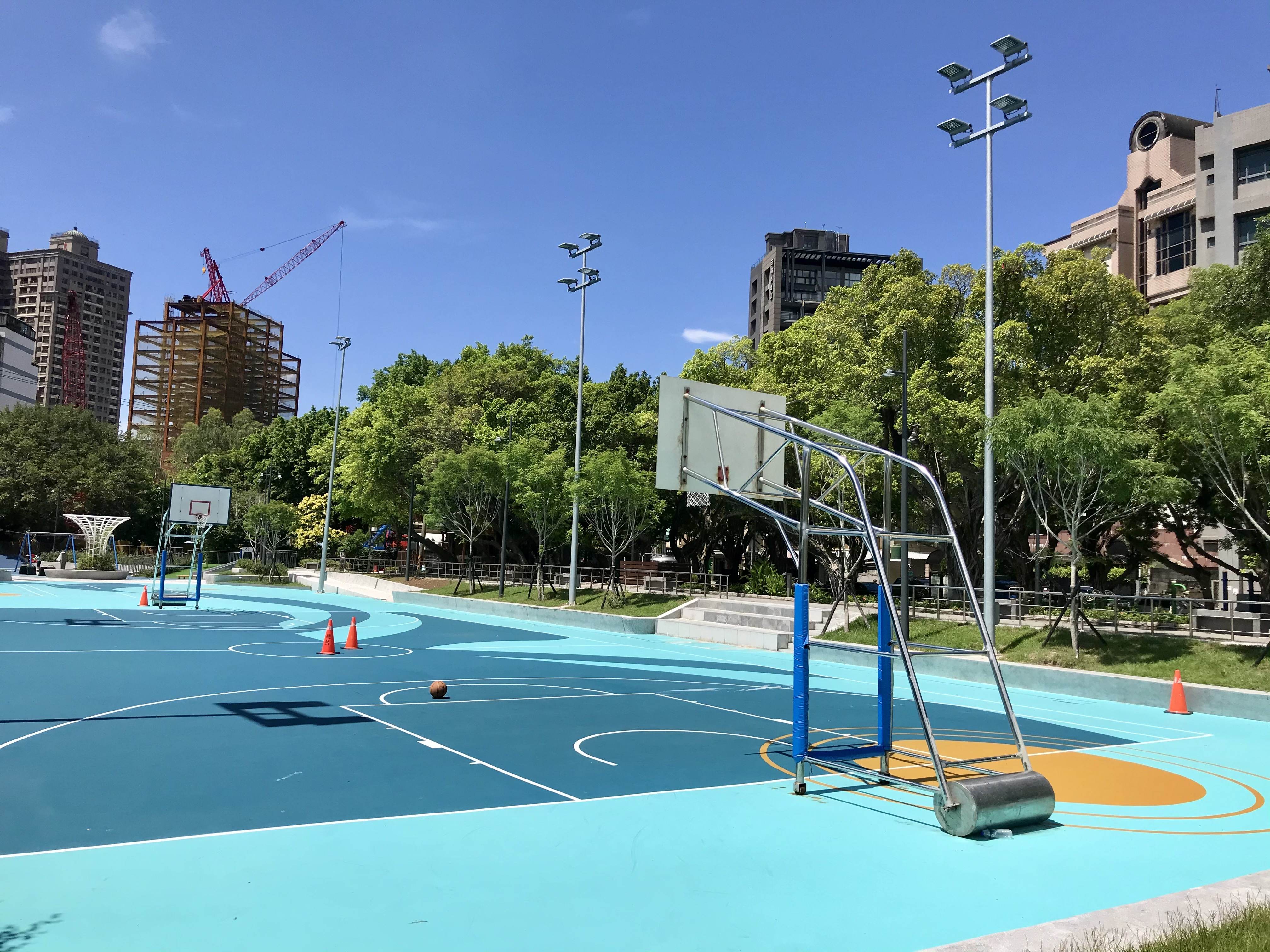
七虎籃球場2022年今狀

七虎隊在北投光明路的七虎籃球場曾風光一時。克難籃球隊成立後，七虎隊因不明原因而解散。創辦七虎隊的王士選一段時間對籃球心灰意冷。1954年，王士選宣告從球員退休。他調離開輜汽一團，調任運輸署副署長等職務。

### 教練時期
原先王士選本要以諮議官身分等待退伍，剛好馬紀壯任國防部副部長時才升少將，當時人評會還以「有位打籃球的王士選」稱呼。
1958年，在王士選擔任東京亞運中華隊總督導下，球隊得銀牌。第二屆亞洲盃籃球賽於1963年10月在臺北市南京東路中華館舉行時，受聘為總教練的王士選，推薦賈志軍、朱聲漪分別當教練、副教練，選出張鈞、邵世玉、盧義信、謝恆夫、蔡伯圳、曾德城、孫孝增、陳金郎、陳金湖、黃國揚、劉金龍、王永信等國手，球隊獲亞軍。1965年後，王士選任第三屆亞洲男籃賽中華隊總督導，球隊排第四。
跳高出身的球員賴秀麗說，王士選是國軍男女球隊飛駝和忠勤的技術顧問，會要求女性和男性一塊練球。王士選罰球時常以雙手捧球向上丟，被謔稱為「倒馬桶」。到他五十多歲擔任飛駝總督導時，依然勤練單手投籃，甚至忘了吃飯而讓妻子到球場「抓人」。

### 退伍時期
1971年，王士選在現今的台北市龍江街體操館創辦周末籃球賽。凌鏡寰回憶，原先缺少經費，王士選仍然不肯低頭向人開口募款，最後只好由王毅軍、朱聲漪等人出面找工商界出資，才成立了周末籃球賽。兒子王承先說父親親力親為，與子弟兵王人生經常一塊在球場拖地板、洗廁所、整理場地。1973年全盛時期參加球隊多達一百多隊。王士選說舉辦是促進臺灣籃球運動普及，運動人口一多，自然就能產生人才。像國際裁判王人生、王椿安都曾參加。1974年，全國體協將體育館收回時，王士選還難過到流淚。
1975年，周末籃賽轉移至三重。1977年3月12日，王士選在周末籃賽時，因十二指腸潰瘍發病，剛好被榮民總醫院醫師組成的球隊救治，送至榮民總醫院。住院期間除許多的老部下與老球友去看望，連參加周末籃賽的年輕人也會去。
王士選會直言批評籃運現況，也因此得罪人。如王士選會投稿報媒，針對籃協花五百萬元派人去美國的事情發表意見。

### 暮年時期
暮年，王士選受肺結核所苦，後因胃癌纏身而多次手術。1983年他臥病在床時，對記者講起他從事籃球運動的理念，是要能幫助讀書、幫助人生、幫助做人。每當廖滌航、霍劍平、賈志軍、瑞章、凌鏡寰等好友來看望時，他精神就顯得尤其好，滔滔不絕講起回憶往事。
1983年11月11日，在廖滌航陪伴下，王士選因胃癌病逝於榮民總醫院。

## 身後
王士選因半世紀都投入籃球運動又是將軍，有「籃球將軍」之稱。記者王樹衡評論王士選的一生和中華民國籃球發展緊密結合，帶動七虎隊在臺灣的聲勢，同時協助臺灣籃球運動的發展。2022年10月22日，體育署三樓大禮堂舉行首屆台灣籃球名人堂入堂慶典，由王士選兒子王承先代表領取證書。

## 外部連結
- 王士选在fiba.basketball（英语）
- 王士选在Basketball-Reference.com（國際）（英语）
- 王士选在Olympedia（英语）